# Allomorf
Allomorfy – morfy odpowiadające jednemu morfemowi, inaczej: są to warianty jednego morfemu. 
Zbiory allomorfów jednego morfemu nie przecinają się. Wszystkie warianty danego morfemu charakteryzują się zespołem niezmiennych cech (tzw. inwariantem) odróżniających ten morfem od innych morfemów danego języka. Np. za allomorfy morfemu „pies” uznamy: ps-, pies-.
Allomorfem są również formy oboczne niektórych przyimków, np. dość – dosyć, przez – przeze. 